# أتيلا فادكيرتي
أتيلا فادكيرتي (بالمجرية: Vadkerti Attila)‏ مواليد 22 فبراير 1982 في المجر، هو لاعب كرة يد مجري يلعب كجناح أيسر. مثل منتخب المجر لكرة اليد. شارك في دورة الألعاب الأولمبية الصيفية سنة 2012.

## سجل المنافسة
شارك في البطولات التالية:
- بطولة العالم لكرة اليد للرجال 2007
- بطولة العالم لكرة اليد للرجال 2013
- بطولة أوروبا لكرة اليد للرجال 2012
- بطولة أوروبا لكرة اليد للرجال 2014
- الألعاب الأولمبية الصيفية 2012

## الإنجازات
- الدوري المجري لكرة اليد:
  - الفوز: 2007
  - الميدالية الفضية: 2002، 2003، 2004، 2005، 2006، 2008، 2009، 2010، 2011، 2012، 2013، 2014، 2015
  - الميدالية البرونزية: 2000، 2001
- كأس أوروبا لكرة اليد:
  - الفوز: 2014

## وصلات خارجية
- أتيلا فادكيرتي على موقع الاتحاد الأوروبي لكرة اليد (الإنجليزية)
- أتيلا فادكيرتي على موقع اللجنة الأولمبية الدولية (الإنجليزية)
- أتيلا فادكيرتي على موقع أوليمبيديا (الإنجليزية)